# Scopula gypsaria
Scopula gypsaria là một loài bướm đêm trong họ Geometridae.